# Artesia (banda)
Artesia es un dúo francés que define su propia música como atmosférica y oscura melancolía, a lo que el sello en el que ha editado su primer LP, Prikosnovénie, añade, con voces celestiales. Su estilo gravita entre el Faérico y el Medieval. Sus influencias directas son bandas como Arcana, Dargaard, Stoa o Trobar de Morte.
Agathe M. funda Artesia en 2001 editando su primera demo en junio de 2003 bajo el título de L'éveil de l'âme (8 canciones y 36 minutos de duración) aunque su distribución es mínima.
El dúo se termina de conformar en septiembre de 2003 con la entrada de Gaëlle D. El EP L'aube morne, en el que cuentan como invitado a Loïc Courtete (del grupo de death metal Nydvind), se graba en septiembre de 2004 y es editada en noviembre del mismo año.
Prikosnovénie edita su primer LP en diciembre de 2005 como primera referencia de su sello Nove que presenta a grupos noveles.

## Discografía
| Año  | Título           | Formato, notas |
| ---- | ---------------- | -------------- |
| 2003 | L'éveil de l'âme | Demo           |
| 2004 | L'aube morne     | EP             |
| 2005 | Hilvern          | LP             |
| 2007 | Chants d'automne | LP             |
| 2009 | Llydaw           | LP             |
| 2011 | Wanderings       | LP             |